# Rafi
Rafi (hebreu: רַפִ"י‎, acrònim de Reshimat Poalei Yisrael (hebreu: רְשִׁימָת פּוֹעַלֵי יִשְׂרָאֵל‎), literalment Llista dels Treballadors d'Israel) fou ujn partit polític de centreesquerra d'Israel fundat per l'ex-primer ministre David Ben-Gurion el 1965. El 1968 fou un dels tres partits que es fusionaren per a formar el Partit Laborista Israelià.

## Història
Rafi es va fundar el 14 de juliol de 1965 quan David Ben-Gurion va dirigir una escissió de vuit parlamentaris del Mapai, el partit governant, portant amb ell Moixé Dayan, Ximon Peres, Chaim Herzog i Teddy Kollek, entre d'altres. La fractura va tenir dues causes principals; el primer va ser el desacord entre Mapai i l'afer Lavon; Ben-Gurion no va acceptar declarar Lavon innocent sense un comitè d'investigació judicial. El segon fou la formació de la coalició L'Alineació (Israel) per part de Mapai i Ahdut ha-Avodà. L'establiment del nou partit, una aliança de partits d'esquerres, tenia com a objectiu endarrerir les reformes previstes al sistema electoral (és a dir, canviar de representació proporcional a un sistema basat en les circumscripcions) que eren importants per a Ben-Gurion.
El partit es presentà a les eleccions de 1965 en una plataforma que proposava el canvi del sistema electoral. Tot i que Ben-Gurion esperava desplaçar L'Alineació (Israel) com a partit d'esquerres líder a la Kenésset, Rafi només va obtenir 10 escons. A principis de 1967, Rafi i el partit Gahal de Menachem Begin van discutir la idea de formar una coalició de centre-dreta per desafiar el Mapai. El partit no fou inclòs al govern de coalició de Leví Eixkol fins a la formació del govern de la unitat nacional (en què Dayan va substituir a Eixkol com a ministre de defensa), el dia que va començar la Guerra dels Sis Dies; el partit de dreta Gahal també es va unir al govern el 5 de juny.
El 23 de gener de 1968, el partit es va fusionar amb Ahdut ha-Avodà i Mapai per formar el Partit Laborista Israelià i va deixar d'existir com a entitat independent. Tot i això, Ben-Gurion no va poder reconciliar-se amb els seus antics companys del Mapai i es va apartar del partit per seure com a parlamentari independent durant la resta de la legislatura. Abans de les eleccions de 1969, va fundar un altre partit, la Llista Nacional. No obstant això, després que Ben-Gurion es retirés de la política el 1970, es va acabar fusionant amb el Centre Lliure i Gahal per formar Likkud.
El nom Rafi es va ressuscitar breument durant la novena Kenésset i, de nou, durant la desena, quan els escindits del Likkud es van anomenar Rafi - Llista Nacional. El partit fou rebatejat més tard com Ometz.

## Resultats electorals
| Eleccions | Vots        | %   | Escons   | Líders           |
| --------- | ----------- | --- | -------- | ---------------- |
| 1965      | 95.328 (#4) | 7,9 | 10 / 120 | David Ben-Gurion |